# 빌더스빌역
빌더스빌역(독일어: Bahnhof Wilderswil)은 스위스 베른주 빌더스빌에 위치한 철도역이다. 이 역은 인터라켄 동역, 그린델발트, 라우터브루넨까지 운행하는 베르너 오버란트 철도(Berner Oberland Bahn)의 노선 상에 있다. 또한 쉬니게 플라테역의 계곡 종점이기도 하며, 그 열차는 쉬니게 플라테까지 운행하며 역과 접해 있는 차고에 정차한다.
두 라인은 서로 다른 궤간을 사용하며 물리적으로 연결되어 있지 않다. 그러나 열차는 같은 역 내의 인접한 플랫폼에서 운행된다.
베르너 오버란트 철도의 양방향 열차는 2번 승강장을 번갈아 사용할 예정이다. 역에는 통과 루프가 있는데, 공간 제약으로 인해 표면에 레일이 내장된 플랫폼 상단을 따라 이어진다. 이 노선은 1번 승강장으로 지정되어 있지만, 일반적으로 열차에서는 사용하지 않는다.

## 운행편

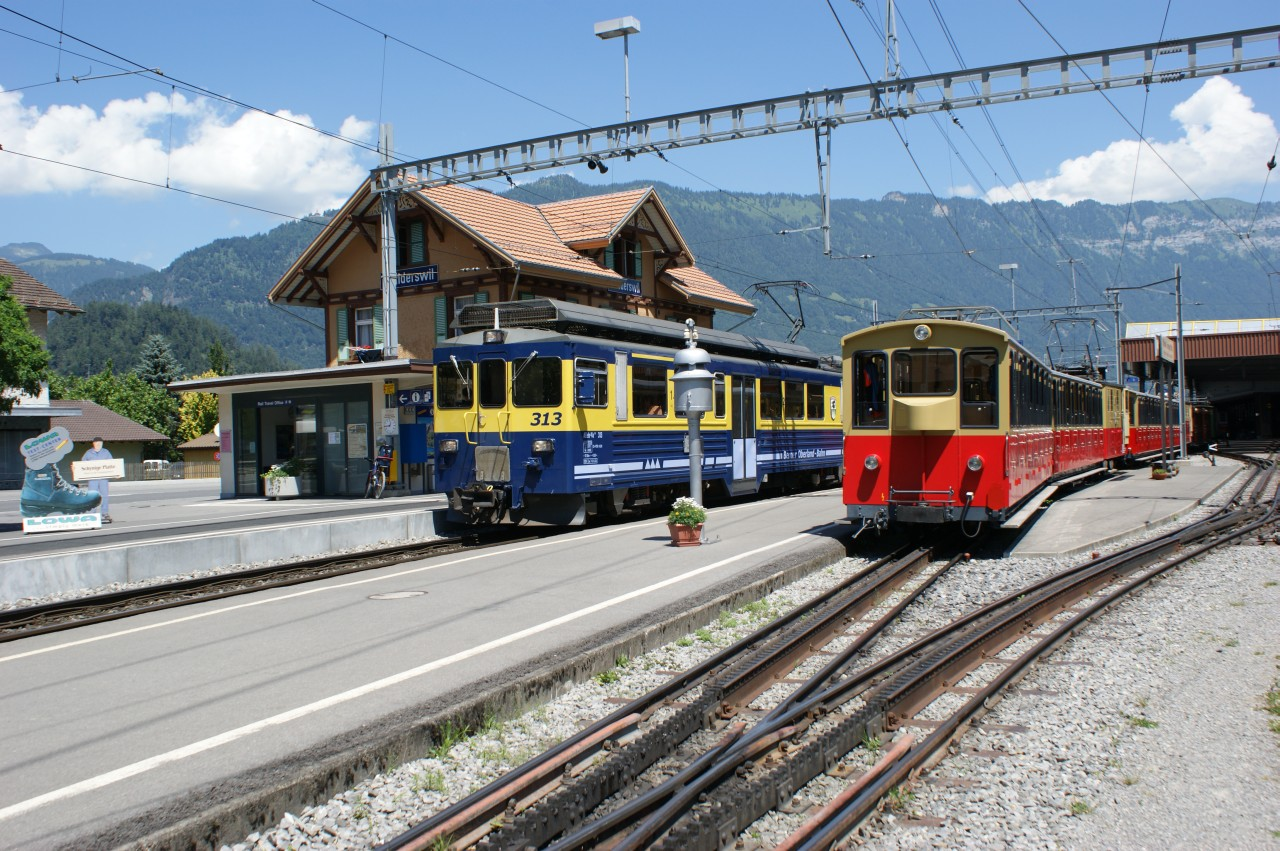
두 노선의 열차, 베르너 오버란트 철도(좌), 쉬니게 플라테 철도(우) 베르너 오버란트 철도의 통과 루프는 열차와 역 사이의 승강장 표면을 따라 운행된다.

2020년 12월 운행 시간표 변경으로 빌더즈빌역에는 다음과 같은 열차가 정차한다.
- 레기오:

- - 인터라켄 동역과 라우터브루넨 또는 그린델발트 간 30분 간격으로 운행되며, 인터라켄 동역과 츠바이뤼치넨 간에 열차가 운행된다.

- - 쉬니게 플라테까지 매일 15편의 열차가 운행되며, 이 열차는 여름에만 운행된다.

포스트버스(PostBus) 서비스는 빌더스빌역을 다른 지역 지역과 연결하며, 마텐 바이 인터라켄을 경유하여 인터라켄 서역까지 30분 간격으로 운행한다.